# 김정훈 (1986년)
김정훈(金正訓, 1986년 5월 15일~)은 대한민국의 은퇴한 축구 선수로, 포지션은 미드필더였다.